# Цата (река)
Ца́та (Цита, Цыта; укр. Цята) — правый приток Снова, протекающий по Злынковскому и Климовскому районам Брянской области России и Корюковскому району Черниговской области, Украины.

## География
Длина — 28, 24 км (9 км — в Черниговской области). Площадь водосборного бассейна — 990 км². Русло реки (отметки уреза воды) в верхнем течении (село Барановка при впадении Даворки) находится на высоте 126,0 м над уровнем моря, среднем течении (село Ивановка при впадении Ваги) — 123,0 м, нижнем течении (село Клюсы при впадении Жеведы) — 120,3 м. Уклон реки — 0,43 м/км.
Русло извилистое (в среднем и нижнем течении сильно-извилистое — меандрированное), шириной 20 м и глубиной 1,6 м (в нижнем течении соответственно 15 м и глубиной 2,0 м). Скорость течения — 0,2. Пойма занята лугами и заболоченными участками с старицами, местами с лесами, кроме истоков реки. Русло бывает делится на рукава. В верхнем течении русло выпрямлено в канал (канализировано) шириной 5 м и глубиной 2 м (с сетью каналов). Сеть каналов у истока реки связана с притокой Цаты Селенка и другой рекой Хоропуть (верховье) с её притокой Кривка. Сеть каналов является частью осушительной системы для добычи торфа.
Берёт начало на болотном массиве западнее села Петрятинка (Злынковский район). Река течёт на юго-восток, затем — в среднем течении на юг, далее — в нижнем течении на юго-запад. Несколько километров в приустьевом участке протекает по Сновскому району Черниговской области, затем вновь пересекает государственную границу, где сразу и впадает в Снов. Впадает в Снов (на 108-м км от её устья) юго-западнее нежилого поселка Спасский (Климовский район) непосредственно у государственной границы с Украиной.
Правый берег в Корюковском районе является частью гидрологического заказника местного значения Снов.
Притоки (от истока к устью):
1. Селенка
2. Даворка
3. Бурковка
4. Вага
5. Жеведа

Населённые пункты на реке (от истока к устью):
Злынковский район
1. Кожановка
2. Барановка
3. Рудня-Цата
4. Зелёный Кут

Климовский район
1. Ивановка

Корюковский район
1. Клюсы